# SS General von Steuben
SS Steuben – niemiecki statek pasażerski, a w czasie II wojny światowej transportowiec wojska, zatopiony przez radziecki okręt podwodny. 

## Historia

### Służba
Parowiec „Steuben” – jeszcze jako „München” – zwodowany został w 1922 w szczecińskiej stoczni Vulcan. Miał prawie 14 700 BRT pojemności brutto i 168 m długości całkowitej. Pierwotnie pływał pod znakiem bremeńskiego armatora Norddeutscher Lloyd jako statek pasażerski. 11 lutego 1931 strawił go pożar na redzie w porcie w Nowym Jorku. Później został wyremontowany i przebudowany na wycieczkowiec. Otrzymał nowe imię „General von Steuben” – na cześć pruskiego oficera Friedricha Wilhelma von Steuben, który walczył w szeregach armii Jerzego Waszyngtona w amerykańskiej wojnie o niepodległość. W roku 1938 nazwę statku skrócono do nazwiska (Steuben). W 1939 statek wcielono do Kriegsmarine. Stał się okrętem-bazą, na którym szkolili się niemieccy marynarze. Pod koniec wojny, w 1944 roku przystosowano go do pełnienia funkcji statku szpitalnego i transportowca (Operacja Hannibal).

### Zatopienie
W swój ostatni rejs wyruszył z Piławy (dziś Bałtijsk w Prusach Wschodnich) do Swinemünde (Świnoujście) 9 lutego 1945. Na jego pokładzie znajdowali się m.in. czynni oficerowie SS wraz z rodzinami oraz kadeci marynarki wojennej. Płynący bez zaciemnienia statek był eskortowany przez torpedowiec T 196, okręt pomocniczy TF-10 (poławiacz torped). Wykryty przez sowiecki okręt podwodny S-13 dowodzony przez kpt. 3 rangi (odpowiednik kmdr ppor.) Aleksandra Marineskę. 10 lutego 1945 o godzinie 0:50, na północ od Ławicy Słupskiej, został trafiony dwiema torpedami. Pierwsza z nich uderzyła poniżej pomostu, zaś druga w kotłownię. Powstała ogromna panika. Nie było żadnej możliwości zorganizowania ewakuacji i ratunku. Po 3 minutach kotły zaczęły eksplodować, a statek stanął w płomieniach. Po 5 minutach statek leżał na prawej burcie. W tych warunkach załoga nie była w stanie spuścić łodzi ratunkowych z powodu braku czasu, a także dlatego, że żurawiki były pokryte lodem. Po 7 minutach Steuben poszedł na dno. Torpedowiec T 196 uratował łącznie około 300 osób, z których ponad połowę stanowili żołnierze. Zginęło około 4500 osób. Steuben zatonął 10 dni po Gustloffie. 
Bliźniakiem „Steubena” był SS „Stuttgart”, który służył m.in. w charakterze wycieczkowca pod znakami Kraft durch Freude (KdF), a podczas wojny został przerobiony na jednostkę szpitalną (tak samo, jak MS „Wilhelm Gustloff”). „Stuttgart” został zatopiony w dniu 9 października 1943 roku w Gdyni (zwanej wtedy Gotenhafen), trafiony alianckimi bombami podczas nalotu na port i instalacje Kriegsmarine. Na „Stuttgarcie” spłonęło kilkuset (niektóre źródła mówią o ponad tysiącu) rannych. Płonący statek został wyholowany na redę portu i zatopiony pociskami dozorowca „Munin”.

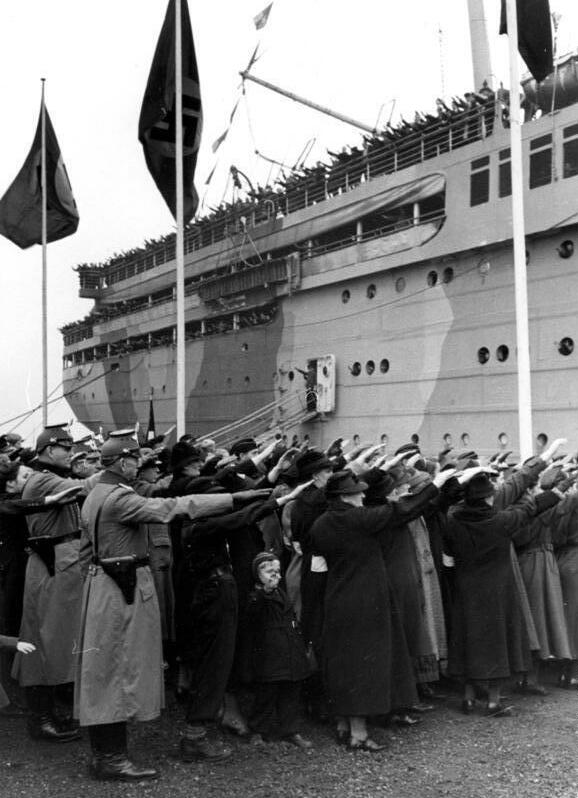
„Steuben” w 1939

### Odnalezienie wraku
26 maja 2004 ORP „Arctowski” odnalazł wrak „Steubena”.

## Parametry techniczne
- długość: 168 m
- tonaż: ponad 14 666 BRT
- prędkość: 15 węzłów

## Wrak
- pozycja: na północ od Ławicy Słupskiej
- głębokość zalegania na dnie: 71,5 m
- minimalna głębokość nad wrakiem: 50 m

Wrak jest mogiłą wojenną, z tego powodu w promieniu 500 m od niego zabronione jest nurkowanie, jednakże zakazy te są łamane, a elementy wraku rozkradane (zaginęły w ten sposób np. koło sterowe i telegraf maszynowy). Legalnie odbywają się jedynie badawcze wyprawy nurkowe na wrak.

## Inne
Wraki transportowców zatopionych w czasie ewakuacji niemieckich uciekinierów w 1945 roku z Prus Wschodnich na zachód:
- MS „Goya” – zginęło ok. 6000 osób
- MS „Wilhelm Gustloff” – zginęło ok. 6600 osób

Wraki transportowców zatopionych wraz z więźniami niemieckich obozów koncentracyjnych:
- SS Cap „Arcona” – zginęło ok. 4300 osób (więźniowie niemieckich obozów koncentracyjnych Stutthof i Neuengamme)
- SS „Thielbek” – zginęło ok. 2800 osób (więźniowie niemieckich obozów koncentracyjnych Stutthof i Neuengamme)